# Manota phyllochaeta
Manota phyllochaeta är en tvåvingeart som beskrevs av Heikki Hippa 2008. Manota phyllochaeta ingår i släktet Manota och familjen svampmyggor.
Artens utbredningsområde är Madagaskar. Inga underarter finns listade i Catalogue of Life.